# Торфові води

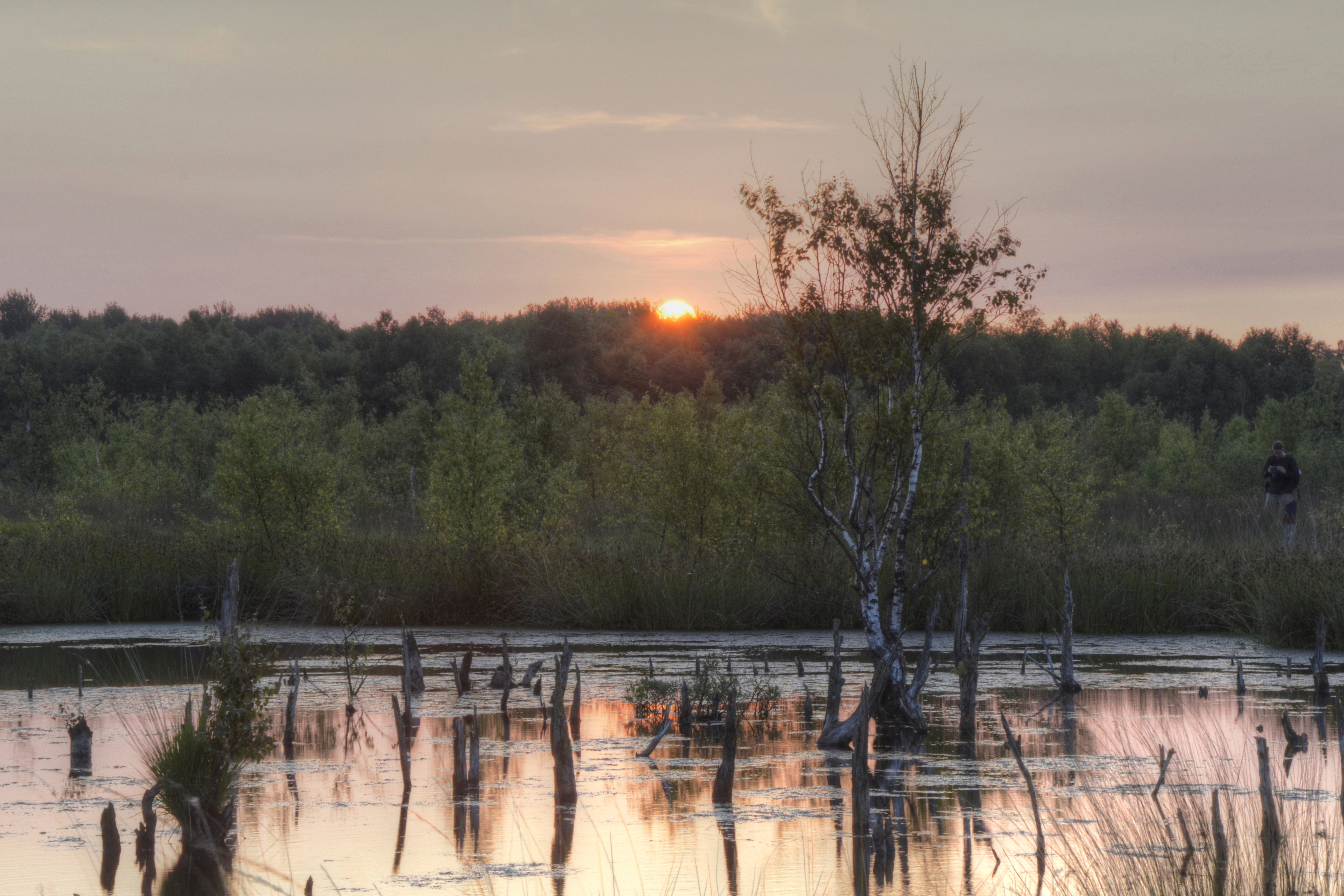
Торфове болото

Торфові води (рос. торфяные воды, англ. peaty waters, нім. Torfwasser n) — води торф'яних боліт, багаті гуміновими кислотами. Мають коричневий колір. Як правило, торфові води характеризуються високою окиснюваністю та низьким значенням рН.